# Arroyo Itacumbú
El arroyo Itacumbú o arroyo de Itacumbú es un curso de agua uruguayo, ubicado en el departamento de Artigas, perteneciente a la cuenca hidrográfica del río Uruguay. Nace en la cuchilla Santa Rosa, al norte de la localidad de Baltasar Brum y desemboca en el río Uruguay frente a la isla del mismo nombre.
Latitud: -30.3666667. Longitud: -57.6666667. Altura media 18 m s. n. m.